# Milán-San Remo 2019
La 110.ª edición de la clásica ciclista Milán-San Remo fue una carrera de ciclismo en ruta en Italia que se celebró el 23 de marzo de 2019 con inicio en la ciudad de Milán y final en la ciudad de San Remo sobre un recorrido de 291 kilómetros.
La carrera formó parte del UCI WorldTour 2019, siendo la octava competición del calendario de máxima categoría mundial, además del primer de los cinco monumentos del ciclismo de la temporada. El vencedor fue el francés Julian Alaphilippe del Deceuninck-Quick Step seguido del belga Oliver Naesen del AG2R La Mondiale y el polaco Michał Kwiatkowski del Sky.

## Recorrido
La Milán-San Remo recorrió la ruta clásica que ha conectado a la ciudad de Milán con la Riviera de Poniente en los últimos 110 años a través de un recorrido total de 291 kilómetros donde la gran mayoría es sobre terreno llano, con los pasos intermedios de puertos como el Turchino en la mitad de la carrera, pasando por las ciudades de Varazze, Savona, Albenga, Imperia y San Lorenzo al Mare donde la ruta se dirige hacia los Capos (Mele, Cervo, Berta), para después afrontar la cota más exigente como la Cipressa (5,6 kilómetros al 4,1%), y el Poggio en los últimos kilómetros con una pendiente media del 3,7%, aportando la dureza que pondrá a prueba a los favoritos.

## Equipos participantes
Tomaron parte en la carrera 25 equipos: 18 de categoría UCI WorldTeam; 7 de categoría Profesional Continental. Formando así un pelotón de 175 ciclistas de los que acabaron 168. Los equipos participantes fueron:
| WorldTeams (18)- AG2R La Mondiale - Astana - Bahrain-Merida - Bora-hansgrohe - CCC Team - Deceuninck-Quick Step - Dimension Data - EF Education First - Groupama-FDJ - Team Jumbo-Visma - Katusha-Alpecin - Lotto Soudal - Mitchelton-Scott - Movistar Team - Sky - Team Sunweb - Trek-Segafredo - UAE Team Emirates Equipos continentales profesionales (7)- Androni Giocattoli-Sidermec - Bardiani CSF - Cofidis, Solutions Crédits - Direct Énergie - Israel Cycling Academy - Neri Sottoli-Selle Italia-KTM - Team Novo Nordisk |
| |

## Clasificación final
- Las clasificaciones finalizaron de la siguiente forma:[3]

| \| Clasificación general \| Clasificación general \| Clasificación general \| Clasificación general \| Clasificación general \| \| Ciclista \| Ciclista \| Equipo \| Tiempo \| \| \| --------------------- \| --------------------- \| --------------------- \| --------------------- \| --------------------- \| \| 1.º \| Julian Alaphilippe \| Deceuninck-Quick Step \| 6 h 40 min 14 s \| \| \| 2.º \| Oliver Naesen \| AG2R La Mondiale \| + 0 s \| \| \| 3.º \| Michał Kwiatkowski \| Team Sky \| + 0 s \| \| \| 4.º \| Peter Sagan \| Bora-Hansgrohe \| + 0 s \| \| \| 5.º \| Matej Mohorič \| Bahrain-Merida \| + 0 s \| \| \| 6.º \| Wout van Aert \| Team Jumbo-Visma \| + 0 s \| \| \| 7.º \| Alejandro Valverde \| Movistar Team \| + 0 s \| \| \| 8.º \| Vincenzo Nibali \| Bahrain-Merida \| + 0 s \| \| \| 9.º \| Simon Clarke \| EF Education First \| + 0 s \| \| \| 10.º \| Matteo Trentin \| Mitchelton-Scott \| + 0 s \| \| \| 11.º \| Tom Dumoulin \| Team Sunweb \| + 3 s \| \| \| 12.º \| Michael Matthews \| Team Sunweb \| + 8 s \| \| \| 13.º \| Daniel Oss \| Bora-Hansgrohe \| + 24 s \| \| \| 14.º \| Alexander Kristoff \| UAE Team Emirates \| + 27 s \| \| \| 15.º \| Magnus Cort \| Astana \| + 27 s \| \| \| 16.º \| Fernando Gaviria \| UAE Team Emirates \| + 27 s \| \| \| 17.º \| Marco Haller \| Katusha-Alpecin \| + 27 s \| \| \| 18.º \| Mike Teunissen \| Team Jumbo-Visma \| + 27 s \| \| \| 19.º \| Davide Ballerini \| Astana \| + 27 s \| \| \| 20.º \| Giacomo Nizzolo \| Dimension Data \| + 27 s \| \| |                    |                       |                 |
| |                    |                       |                 |
| Fuente: ProCyclingStats |                    |                       |                 |
| Clasificación general |                    |                       |                 |
| Ciclista | Ciclista           | Equipo                | Tiempo          |
| 1.º | Julian Alaphilippe | Deceuninck-Quick Step | 6 h 40 min 14 s |
| 2.º | Oliver Naesen      | AG2R La Mondiale      | + 0 s           |
| 3.º | Michał Kwiatkowski | Team Sky              | + 0 s           |
| 4.º | Peter Sagan        | Bora-Hansgrohe        | + 0 s           |
| 5.º | Matej Mohorič      | Bahrain-Merida        | + 0 s           |
| 6.º | Wout van Aert      | Team Jumbo-Visma      | + 0 s           |
| 7.º | Alejandro Valverde | Movistar Team         | + 0 s           |
| 8.º | Vincenzo Nibali    | Bahrain-Merida        | + 0 s           |
| 9.º | Simon Clarke       | EF Education First    | + 0 s           |
| 10.º | Matteo Trentin     | Mitchelton-Scott      | + 0 s           |
| 11.º | Tom Dumoulin       | Team Sunweb           | + 3 s           |
| 12.º | Michael Matthews   | Team Sunweb           | + 8 s           |
| 13.º | Daniel Oss         | Bora-Hansgrohe        | + 24 s          |
| 14.º | Alexander Kristoff | UAE Team Emirates     | + 27 s          |
| 15.º | Magnus Cort        | Astana                | + 27 s          |
| 16.º | Fernando Gaviria   | UAE Team Emirates     | + 27 s          |
| 17.º | Marco Haller       | Katusha-Alpecin       | + 27 s          |
| 18.º | Mike Teunissen     | Team Jumbo-Visma      | + 27 s          |
| 19.º | Davide Ballerini   | Astana                | + 27 s          |
| 20.º | Giacomo Nizzolo    | Dimension Data        | + 27 s          |

## Ciclistas participantes y posiciones finales
Convenciones:
- AB-N: Abandono en la carrera
- FLT-N: Retiro por llegada fuera del límite de tiempo en la carrera
- NTS-N: No tomó la salida para la carrera
- DES-N: Descalificado o expulsado en la carrera

## UCI World Ranking
La Milán-San Remo otorgó puntos para el UCI World Ranking para corredores de los equipos en las categorías UCI WorldTeam, Profesional Continental y Equipos Continentales. Las siguientes tablas muestran el baremo de puntuación y los 10 corredores que obtuvieron más puntos:
| Posición   | 1.º | 2.º | 3.º | 4.º | 5.º | 6.º | 7.º | 8.º | 9.º | 10.º | 11.º | 12.º | 13.º | 14.º | 15.º | 16.º-20.º | 21.º-30.º | 31.º-50.º | 51.º-55.º | 56.º-60.º |
| Puntuación | 500 | 400 | 325 | 275 | 225 | 175 | 150 | 125 | 100 | 85   | 70   | 60   | 50   | 40   | 35   | 30        | 20        | 10        | 5         | 3         |

| Clasificación |                    |                       |        |
| Ciclista      | Ciclista           | Equipo                | Puntos |
| ------------- | ------------------ | --------------------- | ------ |
| 1.º           | Julian Alaphilippe | Deceuninck-Quick Step | 500    |
| 2.º           | Oliver Naesen      | AG2R La Mondiale      | 400    |
| 3.º           | Michał Kwiatkowski | Sky                   | 325    |
| 4.º           | Peter Sagan        | Bora-Hansgrohe        | 275    |
| 5.º           | Matej Mohorič      | Bahrain Merida        | 225    |
| 6.º           | Wout van Aert      | Jumbo-Visma           | 175    |
| 7.º           | Alejandro Valverde | Movistar              | 150    |
| 8.º           | Vincenzo Nibali    | Bahrain Merida        | 125    |
| 9.º           | Simon Clarke       | EF Education First    | 100    |
| 10.º          | Matteo Trentin     | Mitchelton-Scott      | 85     |